# Крівецу (Димбовіца)
Крівецу (рум. Crivățu) — село у повіті Димбовіца в Румунії. Входить до складу комуни Корнешть.
Село розташоване на відстані 37 км на північ від Бухареста, 41 км на південний схід від Тирговіште, 103 км на південь від Брашова.

## Населення
За даними перепису населення 2002 року у селі проживали 362 особи, усі — румуни. Усі жителі села рідною мовою назвали румунську.